# Семёнов, Валерий Владимирович
Валерий Владимирович Семёнов (род. 16 сентября 1960, Черкесск) — российский политический деятель, член Совета Федерации в 2014—2023 гг.
Из-за поддержки нарушения территориальной целостности Украины во время российско-украинской войны находится под персональными международными санкциями Евросоюза, США, Великобритании и ряда других стран.

## Биография
Окончил Черкесский автомобильно-дорожный техникум и Экономический факультет Норильского вечернего индустриального института. С 1979 года работал слесарем по ремонту автомобилей, в 1981—1983 годах — водителем автобуса. С 1983 года последовательно занимал должности мастера и начальника гаража, начальника дорожно-строительного управления.
С 1990 по 1991 год — главный инженер и управляющий Трестом механизации и благоустройства, главный инженер ПО «Норильскбыт» Норильского горно-металлургического комбината им. А. П. Завенягина;

1991—1997 — главный инженер производственного объединения «Норильскбыт» Норильского горно-металлургического комбината им. А. П. Завенягина; 

1997—1999 — первый заместитель главы города Норильска; 

1999—2001 — директор завода по переработке и утилизации металлолома, директор по региональной политике, заместитель генерального директора открытого акционерного общества «Норильская горная компания» Заполярного филиала; 

2001—2004 — заместитель генерального директора, заместитель директора Заполярного филиала ОАО «Горно-металлургическая компания „Норильский никель“».
В 2001 году избран в Законодательное собрание Красноярского края второго созыва, позднее переизбирался.
С 2007 по 2016 год — секретарь Красноярского регионального отделения «Единой России».
3 апреля 2014 года избран членом Совета Федерации — представителем законодательного органа государственной власти края.
Член Комитета Совета Федерации по бюджету и финансовым рынкам.
12 октября 2021 года депутаты Законодательного собрания Красноярского края переизбрали В. В. Семёнова сенатором (48 голосов «за», 2 — «против»).
Валерий Семёнов досрочно сложил свои полномочия в Совете Федерации. На заседании 24 мая 2023 года верхняя палата парламента приняла его заявление об отставке по собственному желанию.
29 мая 2023 года назначен на должность заместителя губернатора Красноярского края по вопросам взаимодействия с органами федеральной власти.

## Государственные награды
- Медаль ордена «За заслуги перед Отечеством» II степени[12].

## Почётные звания и знаки отличия
- почётное звание «Почётный гражданин города Норильска»;
- почётное звание «Кадровый работник Норильского горно-металлургического комбината»;
- почётное звание «Ветеран труда» производственного объединения «Норильскбыт»;
- медаль «400 лет освоения казаками Енисея»;
- медаль «15 лет вывода советских войск из ДРА»;
- нагрудный знак «За верность долгу»;
- памятный знак «За служение на благо города Красноярска»;
- знак отличия «За заслуги перед городом Норильском»;
- благодарственное письмо Президента Российской Федерации за активное участие в подготовке и проведении референдума по вопросу объединения Красноярского края, Таймырского (Долгано-Ненецкого) автономного округа и Эвенкийского автономного округа;
- благодарственное письмо секретаря Совета безопасности Российской Федерации В. Рушайло;
- Почётная грамота Совета Федерации Федерального Собрания Российской Федерации;
- Почётная грамота Государственной Думы Федерального Собрания Российской Федерации;
- Почётная грамота Правительства РФ за большой вклад в социально-экономическое развитие муниципального образования и в связи с 55-летием образования города Норильска;
- Почётная грамота Администрации Красноярского края;
- Почётная грамота Губернатора Красноярского края;
- Почётная грамота Законодательного Собрания Красноярского края;
- Почётная грамота Законодательного Собрания (Суглана) Эвенкийского автономного округа;
- Почётная грамота Думы Таймырского (Долгано-Ненецкого) автономного округа.

## Семья
Женат, воспитывает двух дочерей.